# Польова (притока Інструча)
Польова (рос. Полевая) — річка в Російській Федерації, що протікає в Калінінградській області. Ліва притока Інструча. Довжина — 12 км, площа водозабірного басейну — 14,7 км².